# Curling
Curling er en sport, hvor to hold skiftevis skal glide en sten ned af en bane af is for at ramme et scoringsfelt i den anden ende af banen repræsenteret som fire koncentriske cirkler (også kaldet huset). Det hold der får flest sten nærmest centrum, får point i runden svarende til det antal sten de har tættere midten end modstanderholdet. Pointscoring er derfor meget lig den for petanque. 
Curling handler ikke kun om at kunne ramme tættest på midten hver gang man spiller en sten, men er derimod også et meget taktisk spil hvor stenplacering er afgørende for opbygningen af scoring for en ende. Curling gør derfor også nogle gange under tilnavnet "skak på is".

## Reglerne
Det samlede regelsæt kan findes på verdenscurlingforbundets hjemmeside og bliver opdateret årligt.
På banen spilles med to hold af 4 personer. Hvert hold har 8 sten som holdene på skift spiller fra den ene ende af banen til den modsatte ende af banen. En "ende" slutter når alle 16 sten er spillet. Så gøres pointscoren op hvorefter stenen samles sammen. Herefter fortsætter spillet den modsatte vej. Denne fremgangsmåde har givet omgangene eller runderne navnet "ender". En curlingkamp afsluttes efter et på forhånd aftalt antal ender er færdiggjort. Til nationale og internationale har der igennem mange år været konsensus for at en kamp varer 10 ender inklusive en eventuel "ekstraende", men på bredde-niveau kan en kamp vare alt fra 2 til 10 ender. På højt plan spiller holdene også med det såkaldte "tænketid" som er en slags skakur der tæller ned når et hold overvejer en beslutning, men altså ikke når stenen er i bevægelse.
En vigtig del af taktikken omhandler den såkaldte "hammer" som er retten til sidste sten. Da holdene spiller på skift vil det ene hold have den sidste og afgørende sten og burde derfor have en teoretisk større mulighed for at få point. Hvis et hold scorer point i en ende gives hammeren videre til det andet hold. En ende kaldes stjålen hvis det hold der ikke har retten til sidste sten alligevel formår at score point, hvormed retten til sidste sten forbliver ved det samme hold.

### Scoring
Det hold hvis sten ligger tættest på centrum når alle sten er spillet, har vundet "enden" og bliver givet point alt efter hvor mange sten de har tættere midten end modstanderholdet. Det hold der har vundet enden, vil derfor kunne få alt mellem 1 og 8 point (hvilket sker sjældent), hvorefter holdet starter i den efterfølgende ende (hammeren gives til det andet hold). 
Hvis der ikke ligger nogen sten inden i huset når den sidste sten er spillet kaldes enden blank og der bliver ikke givet point til nogen af holdene. Efter blanke ender forbliver hammeren (retten til sidste sten) hos det samme hold.

### Spilleteknik
Når en sten spilles er der kun én der sætter stenen (kaster), men alle fire spillere har en funktion. I den modsatte ende står den såkaldte "skipper" og viser hvor spilleren skal sigte og med hvilken rotation stenen skal spilles, mens de to sidste spillere fejer foran stenen fra hver deres side. 
Spilleren sparker fra i hacket (nogle gummiklodser der er gjort fast i hver ende af banen) og glider med den ene fod under sig og det modsatte ben udstrakt bagved. Spilleren har stenen i den ene hånd og som regel et støtteredskab i den anden som f.eks. en kost eller en såkaldt "krykke". Spilleren slipper stenen inden hogline (se billede) hvorefter stenen glider urørt indtil den stopper i den anden ende. Undervejs kommunikeres mellem skipperen i den anden ende og fejerne for at finde ud af om stenen skal fejes eller ej. Skipperen holder som regel øje med retningen, mens fejerne holder styr på farten på stenen.

#### Typer af skud
Man inddeler typisk typerne af skud i to større kategorier:
- Draws - Sten der har fart til at selv at stoppe et sted indenfor banen.
  - Garde - En sten der stopper ude foran huset og skal agere som sikkerhed (ly) for sten inde i huset
  - Indlæg - En sten der stopper af sig selv inde i huset - evt. bag en garde.
  - Frys - En sten der stopper lige foran en anden sten for at besværliggøre at den (spillede) bliver fjernet
- Take-outs - Sten der har fart nok til at ramme og skubbe til de sten der allerede ligger på banen.
  - Almindelig take-out - en sten der rammer en anden sten, skubber den og og selv bliver liggende.
  - Hit-and-roll - En sten der rammer en anden på siden så denne ryger ud samtidig med at den spillede sten "ruller" på tværs af banen. Dette skud kan f.eks. bruges til at komme om bag besværlige garder (f.eks. garder tæt på huset)
  - Double/Triple/Quadruple - En sten der slår mere end én anden sten væk ved enten at skubbe stenene ind i hinanden eller ved at ramme først den ene og så en anden.
  - Raise-takeout / run-back - En take-out som går via. en anden sten (typisk ens egen) for at slå denne ned imod andre sten. Den bruges f.eks. hvis en sten er meget godt gemt bag en evt. kort (tæt på huset) garde.

Der findes mange variationer eller kombinationer af de ovenstående skud. 

#### Rotation (curl)
Når en spiller sender en sten af sted, gives stenen en rotation enten med eller mod uret. Denne rotation gør at stenen ikke bevæger sig i en lige linje, men derimod i en buet linje. Derved kan man spille en sten om bag en anden sten for derved at beskytte den fra at blive slået ud af en af modstanderens sten. Denne rotation kaldes også curl. Man vil altid sætte rotation i stenen da stenen ellers ville opføre sig tilfældigt. Hvis ikke spilleren sætter rotation i stenen vil stenen ofte selv begynde at rotere til den ene side og derfor være uforudsigelig og svær at styre.

#### Fejning
Mens stenen bevæger sig op ad banen, kan man vælge at feje foran stenen. Dette gør dels at stenen curler mindre og derfor ikke har så buet en bane, og dels at stenen bevæger sig længere op ad banen, fordi man varmer banen op og sænker friktionen. Fejningen benyttes som en slags finjustering af stenens endelige placering efter at spilleren har sluppet den. Det kræver meget træning at vurdere hvornår en sten skal fejes for både at tage højde for stenens retning og stenens hastighed. Kommunikation mellem fejerne og skipperen er derfor meget vigtig. Fejning er fysisk krævende og kræver både god balance (core), teknik og armmuskler. 

### Holdet
Hver spiller på holdet har en fast plads, der ikke kan ændres i løbet af kampen medmindre der foretages udskiftning med en reservespiller (ved potentiel skade). Positionerne på holdet er:
1. Lead - sætter de to første sten (1 og 2) og fejer som regel de seks sten efterfølgende
2. Second - sætter sten 3 og 4. Fejer som regel på de to første sten og de sidste 4
3. Third - sætter sten 5 og 6. Fejer som regel de fire første sten og agerer som viceskipper når skipperen selv skal spille
4. Fourth - sætter de to sidste sten (7 og 8) og er som regel skipperen som står i den anden ende på de resterende sten

Som regel (og som beskrevet ovenfor) er skipperen også 4. spiller, mens 3. spiller er viceskipper (reserve-skipper) når skipperen selv skal spille. Skip- og viceskip-positionerne behøver dog ikke være tildelt de to sidste spillere, men kan ifølge reglerne være hvem som helst på holdet. (Der findes f.eks. hold hvor skipperen spiller 2'er)

### Banen
Curling spilles på en bane der er omtrent 42 meter lang fra ende til anden og imellem 4.3 og 5 meter bred. I hver ende af banen er der et scoringsfelt som kaldes huset. Huset består af 4 cirkler som har radius hhv. 12, 8, 4 og 2 fod. Banen har derudover i hver ende en hogline som er ca. 5.5 meter foran huset og en backline som tangerer bagsiden af huset. For at en sten er med i spil skal den have sluppet (være på den anden side af) hogline, mens at den ikke må have sluppet (være forbi) backline. Hvis stenen rører banens sider er den også ude.

#### Pebling
Inden der spilles på curlingisen bliver isen dækket af små vanddråber som fryser til is. Vanddråberne sænker friktionen i forhold til stenene (der er luft under) og gør fejning mere effektivt. At peble går ud på at gå med en vanddunk på ryggen og sprede vanddråberne så de ligger ligeligt fordelt på banen.

#### Stenene
Stenen er lavet af ca. 20 kg granit der kommer fra en ø ud for Skotland ved navn Ailsa Craig. Granitten fra øen bliver brugt grundet dens minerale sammensætning som gør den både meget slag- og slidresistent. Der er lavet film af hvordan curlingstenene bliver til.

## Nyere opdateringer af reglerne
Der har igennem mange år været foretaget ændringer af curlingsportens regler for at få sporten til at følge med tiden og for at gøre sporten mere seværdig.

### Free Guard Zone
I 1993 blev den såkaldte free guard zone-regel indført. Reglen betyder at det ikke er tilladt at skyde modstanderens garder (sten foran huset) ud på de første 4 sten (efterfølgende er dette blevet forhøjet til 5 i 2019). Reglen blev indført da det inden det kunne være meget enkelt at blive ved med at skyde det andet holds sten ud, hvormed det faktisk blev det første hold der missede en take-out som vandt kampen. Reglen og dens tilblivelse er filmatiseret som et afsnit af Netflix-serien "Loser" hvor den Canadiske curler Pat Ryan blev så god til take-outs at han endte med at gøre curling kedeligt at se på.

### Kraftfulde koste
I løbet af 2010'erne udviklede curlingkostene sig i sådan en grad at verdenscurlingforbundet måtte sige stop. Flere hold havde fået øjnene op for kraftfulde koste og havde lært hvordan de kunne manipulere stenen næsten som med et joy-stick. I 2016 blev det derfor forbudt at feje med alt undtaget ét enkelt type materiale som ikke kunne påvirke stenens retning og fart for meget. 

### No-Tick Zone Rule (Trial til VM i 2022)
Efter indførelsen af free guard zone i 1993, udviklede spillet sig til mere offensivt og derfor også seervenligt. Reglen gjorde det også nemmere for hold, der var bagude sidst i kampen, at gøre comeback. Professionelle spillere fandt dog en måde hvorpå de kunne minimere denne risiko, ved at perfektionere det såkaldt "tick"-skud. Et tick er en sten som skubber en sten i guard-zone ud til siden hvor den ikke længere vil være brugbar, men uden at skubbe stenen helt ud (og dermed bryde free guard zone-reglen). Verdenscurlingforbundet tager nu endnu et skridt mod en mere seervenlig sport, ved at prøve den såkaldte No-Tick Rule til VM i 2022. Reglen beskytter sten der ligger på midten af banen og har kontakt med midterlinjen i og med, at det ikke er tilladt at skubbe den væk fra midterlinjen, når free guard zone-reglen er i spil. På den måde har hold der er bagude sidst i kampen på ny en større chance for at få point til sidst og evt. gøre comeback.

## Historie
Curling har sandsynligvis sin oprindelse i Skotland, som også i dag er et af de toneangivnede lande inden for curlingsporten. Det er dog ikke Skotland, der har flest curlingspillere, men derimod Canada hvor curling er en af de helt store sportsgrene.
Danmark fik sin eneste vinter-OL-medalje, da det danske hold med Helena Blach Lavrsen som skipper ved OL i Nagano i 1998 vandt sølv. Denne præstation gav desuden dansk curling et kraftigt ryk fremad og var medvirkende til, at der blev bygget deciderede curlinghaller i Hvidovre, Tårnby, Gentofte og Esbjerg.

## Variationer af sporten
Der er i nyere tid kommet flere variationer af sporten som f.eks. mixed curling, som er curling der bliver spillet af 2 mænd og 2 kvinder i skiftende rækkefølge, eller det nyere Mixed double curling, hvor der kun er én mand og én kvinde.

## Ekstern kilde/henvisning
- Wikimedia Commons har flere filer relateret til Curling
- Dansk Curlingsforbunds hjemmeside